# Månen (tarotkort)

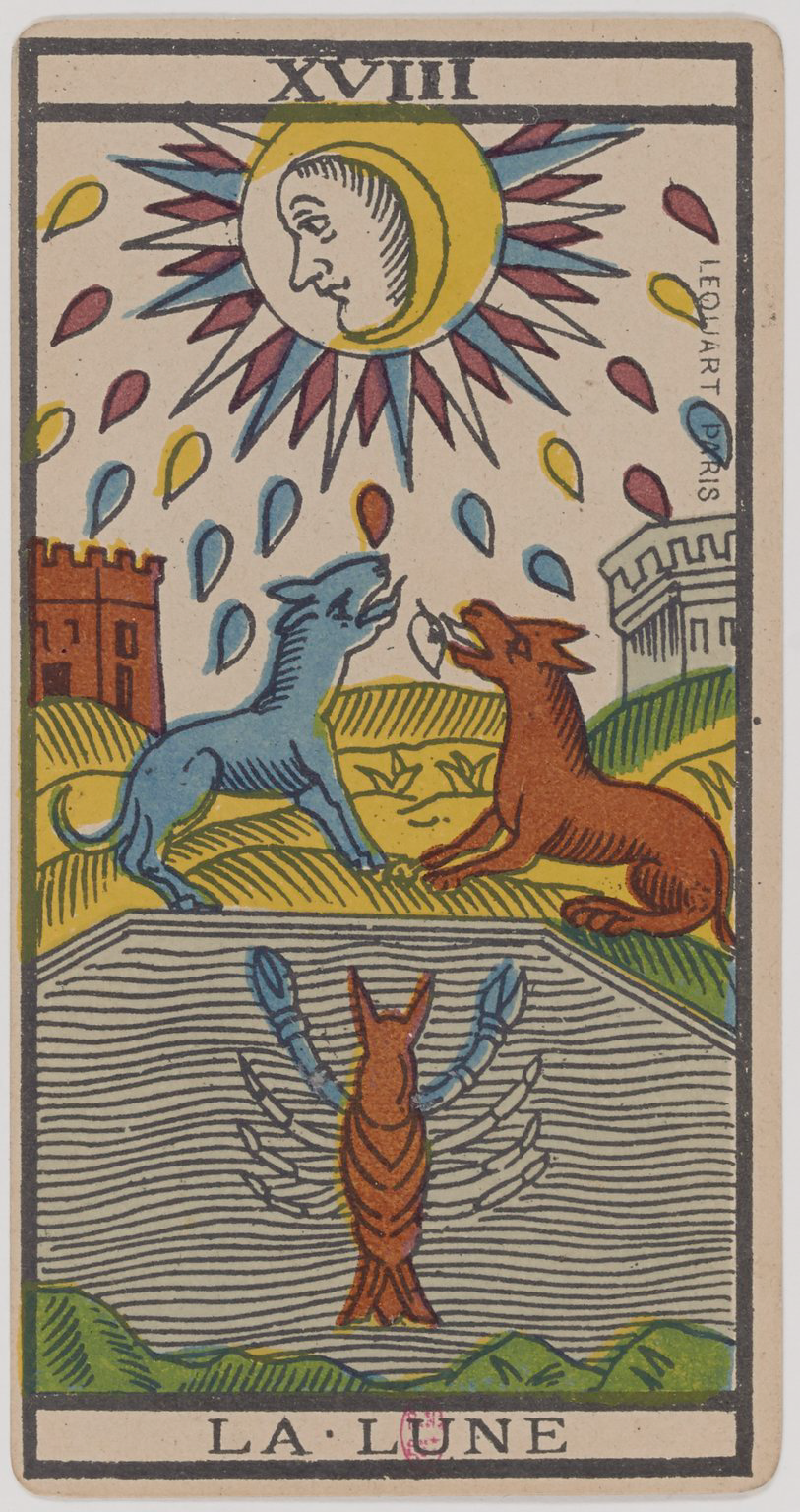
Månenkortet med vargen, hunden och kräftan under månen med de två tornen i bakgrunden.

Månen är ett av de 78 korten i en tarotkortlek och är ett av de 22 stora arkanakorten. Kortet ses generellt som nummer 18. Rättvänt symboliserar kortet illusion, intuition, komplexitet, osäkerhet, hemligheter och det undermedvetna. Omvänt symboliserar kortet rädsla, bedrägeri, ångest, missförstånd, klarhet och förståelse. Generellt föreställer kortet en väg som sträcker sig mot horisonten. På varsin sida om vägen står en hund och en varg samt en kräfta i en damm. Längre ned längs med vägen står två torn och i mitten av himlen lyser en måne. I vissa variationer av kortet syns astrologer istället för djuren.